# Instancja (prawo)
Instancja (łac. droga prawna, tok sprawy) – w prawie procesowym jest to zajmowanie miejsca w strukturze organów przez organ procesowy, dające mu zdolność do podejmowania określonych czynności postępowania.

## In abstracto

### Jednoinstancyjność
Postępowanie jednoinstancyjne jest z natury rzeczy najszybsze, ale oznacza brak możliwości odwołania od orzeczenia, a tym samym brak możliwości kontroli tego orzeczenia, co może doprowadzić do istnienia w obrocie prawnym orzeczeń wadliwych.

### Wieloinstancyjność
Jedną z zasad postępowania sądowego i pozasądowego jest dwuinstancyjność. Oznacza, że strona niezadowolona z orzeczenia organu pierwszej instancji (przed którym rozpoczęto postępowanie) może wnosić przewidziane prawem środki odwoławcze do organu hierarchicznie wyższego lub równego (instancja pozioma).
W praktyce dwuinstancyjność jest najczęściej spotykaną zasadą rządzącą postępowaniem sądowym lub pozasądowym, stanowiącą kompromis między możliwością kontroli a sprawnością postępowania.
Większa liczba instancji zwiększa możliwości naprawienia błędów organu pierwszej instancji, ale automatycznie powoduje przedłużenie postępowania. Postępowanie trójinstancyjne występowało w procesie cywilnym w sprawach niezakończonych przed dniem 5 lutego 2005 r., od kiedy zwyczajny środek odwoławczy w postaci kasacji (trzecia instancja) został usunięty na rzecz nadzwyczajnego środka – skargi kasacyjnej.

## Polska
W prawie polskim co najmniej dwuinstancyjność postępowania sądowego gwarantuje stronom art. 176 Konstytucji w rozdziale definiującym ustrój władzy sądowniczej, natomiast ogólna zasada dająca gwarancję więcej niż jednej instancji, ale też i możliwość ustawowego ograniczenia liczby instancji (co staje się wrażliwym przepisem np. w stanie kryzysowym), znajduje się w art. 78 Konstytucji RP w rozdziale o (dostępnych) środkach ochrony wolności i praw.
Ustrój władzy sądowniczej jest zaprojektowany jako więcej niż jednoinstancyjny, ale środki dla takiego postępowania z góry nie są gwarantowane w każdym przypadku przez Konstytucję (mają to regulować ustawy).